# Cindy Sember
Cindy Sember (née Ofili le 5 août 1994 à Ypsilanti aux États-Unis) est une athlète britannique, spécialiste du 100 mètres haies. Elle est la sœur cadette de Tiffany Porter.

## Biographie
Étudiante à l'Université du Michigan, elle se classe deuxième du 100 m haies des championnats NCAA 2015, derrière l'Américaine Kendra Harrison, et porte son record personnel à 12 s 60 (+ 1,7 m/s). Elle participe aux championnats du monde 2015, à Pékin, et y atteint les demi-finales du 100 m haies.
Le 17 août 2016, Cindy Ofili échoue au pied du podium de la finale des Jeux olympiques de Rio en 12 s 63, à seulement 2 centièmes de la médaille de bronze remportée par Kristi Castlin. Elle confirme lors du Meeting de Paris le 27 où elle se classe 3e en 12 s 66 puis à Zurich le 1er septembre avec 12 s 70 pour terminer 2e derrière Keni Harrison (12 s 63).
Gravement blessée en 2017, elle revient difficilement à son meilleur niveau les trois saisons suivantes, ne réussissant que 13 s 26 en 2018 et 12 s 85 en 2019, mais atteint tout de même les demi-finales des championnats du monde 2019 à Doha.
En 2021, elle recourt pour la première sous les 8 secondes lors de la saison en salle sur 60 m haies, et remporte à la surprise générale une médaille d'argent aux championnats d'Europe en salle 2021 à Toruń avec un record personnel à la clé en 7 s 89, derrière la Néerlandaise Nadine Visser. Sa sœur aînée, Tiffany Porter, de retour de maternité, décroche la médaille de bronze.
Lors de la saison estivale, elle affiche une régularité impressionnante et surtout un retour à son grand niveau, en réalisant les temps de 12 s 60 et 12 s 55 lors de sa seconde course de la saison, malgré un vent trop fort pour homologuer les performances. Auteure de 12 s 62 (+ 1,7 m/s) à Gainesville, elle réalise alors le second meilleur chrono de sa carrière. Le 24 avril, à Eugene, elle s'impose en 12 s 57 (+ 1,8 m/s) et améliore son record personnel de trois centièmes, datant de 2015. Le 9 mai elle réalise 12 s 53 à Walnut, ce qui la place au second rang britannique de tous les temps, derrière sa soeur Tiffany Porter.
En 2022 elle remporte à nouveau les championnats nationaux sur 100 m haies. 
Aux championnats du monde d'Eugene, elle bat le record national en demi-finale avec 12 s 50 (+0,9 m/s), dans la course où Tobi Amusan bat le record du monde. Elle termine 5e de la finale en 12 s 38 (+2,5 m/s).

## Palmarès
| Date | Compétition                       | Lieu             | Résultat | Épreuve     | Temps   |
| ---- | --------------------------------- | ---------------- | -------- | ----------- | ------- |
| 2016 | Jeux olympiques                   | Rio de Janeiro   | 4e       | 100 m haies | 12 s 63 |
| 2016 | Ligue de diamant                  | Ligue de diamant | 4e       | 100 m haies | détails |
| 2019 | Championnats d'Europe par équipes | Bydgoszcz        | 4e       | 100 m haies | 13 s 12 |
| 2021 | Championnats d'Europe en salle    | Toruń            | 2e       | 60 m haies  | 7 s 89  |
| 2022 | Championnats du monde             | Eugene           | 5e       | 100 m haies | 12 s 38 |
| 2022 | Jeux du Commonwealth              | Birmingham       | 3e       | 100 m haies | 12 s 59 |
| 2022 | Championnats d'Europe             | Munich           | 8e       | 100 m haies | 13 s 16 |
| 2024 | Championnats du monde en salle    | Glasgow          | 7e       | 60 m haies  | 7 s 92  |

### National
- 5 titres au 100 m haies : 2019, 2020, 2022-2024.

- 3 titres sur 60 m haies : 2019, 2023, 2024.

## Records
| Épreuve     | Épreuve   | Performance  | Lieu             | Date                     |
| ----------- | --------- | ------------ | ---------------- | ------------------------ |
| 100 m haies | Plein air | 12 s 50 (NR) | Eugene           | 24 juillet 2022          |
| 60 m haies  | En salle  | 7 s 89       | Birmingham Toruń | 12 mars 2016 7 mars 2021 |

### Meilleures performances par année
| Année | Temps   | Date               | Lieu           | Rang Mondial |
| ----- | ------- | ------------------ | -------------- | ------------ |
| 2012  | 13 s 78 | 2 juin 2012        | Grand Rapids   | 437          |
| 2013  | 13 s 34 | 30 mars 2013       | Raleigh        | 138          |
| 2014  | 12 s 93 | 18 mai 2014        | West Lafayette | 37           |
| 2015  | 12 s 60 | 13 juin 2015       | Eugene         | 11           |
| 2016  | 12 s 63 | 17 août 2016       | Rio de Janeiro | 9            |
| 2017  | 12 s 92 | 29 avril 2017      | Des Moines     | 41           |
| 2018  | 13 s 26 | 22 juillet 2018    | Londres        | 147          |
| 2019  | 12 s 85 | 1er septembre 2019 | Bellinzone     | 40           |
| 2020  | 12 s 88 | 1er août 2020      | Marietta       | 11           |
| 2021  | 12 s 53 | 9 mai 2021         | Walnut         | 9            |